# Escut del Molar
L'escut del Molar és un símbol oficial d'aquest municipi del Priorat i es descriu mitjançant el llenguatge tècnic de l'heràldica amb el següent blasonament:
«Escut caironat: d'or, una mola de sable; el cap de sable. Per timbre una corona mural de poble.»

## Disseny
La composició de l'escut està formada sobre un fons en forma de quadrat recolzat sobre un dels seus vèrtexs, anomenat escut caironat, segons la configuració difosa a Catalunya i d'altres indrets de l'antiga Corona d'Aragó i adoptada per l'administració a les seves especificacions per al disseny oficial dels municipis dels ens locals. És de color groc (or), amb una representació simbòlica d'una mola, omplint el màxim d'espai possible i sense tocar les vores de l'escut, de color negre (sable). La part superior de l'escut (el cap) té una alçada igual a un terç de l'ample, i també és de color negre (sable).
L'escut està acompanyat a la part superior d'un timbre en forma de corona mural, que és l'adoptada pel Departament de Governació d'Administracions Locals de la Generalitat de Catalunya per timbrar genèricament els escuts dels municipis. En aquest cas, es tracta d'una corona mural de poble, que bàsicament és un llenç de muralla groc (or) amb portes i finestres de color negre (tancat de sable), amb quatre torres merletades, de les quals se'n veuen tres.

## Història

Escut d'armes de la casa dels Entença

L'escut va ser aprovat el 7 d'octubre de 1991 i publicat al DOGC número 1.506 del 16 d'octubre del mateix any.
La mola és un senyal parlant al·lusiu al nom de la localitat. El poble va formar part del municipi de Garcia fins al segle xix; Garcia va pertànyer a la baronia d'Entença, les armes de la qual (d'or; el cap de sable) es representen a l'escut del Molar.